# Tętnica płucna lewa
Tętnica płucna lewa (łac. arteria pulmonalis sinistra) – w anatomii człowieka tętnica krążenia małego prowadząca krew odtlenowaną z serca do lewego płuca. Jest jednym z dwóch (obok tętnicy płucnej prawej) końcowych odgałęzień pnia płucnego. Swój początek ma tuż poniżej wklęsłości łuku aorty, odchodząc od pnia płucnego mniej więcej pod kątem 60–70°. Od górnej powierzchni jej początkowego odcinka (lub jeszcze od pnia płucnego, w miejscu jego podziału) odchodzi więzadło tętnicze – włókniste pasmo tkanki łącznej dochodzące do dolnej powierzchni łuku aorty, będące pozostałością obecnego w życiu płodowym przewodu tętniczego. Tętnica płucna lewa przebiega z prawej strony na lewą, ku górze i tyłowi, z przodu od aorty zstępującej, krzyżuje lewe oskrzele główne od przodu, powyżej oskrzela płatowego górnego, następnie wnika do wnęki lewego płuca, w obrębie której położona jest najwyżej ze wszystkich głównych struktur korzenia płuca. W dalszym przebiegu leży wzdłuż bocznej strony oskrzela głównego. Dzieli się na tętnice (gałęzie) płatowe, segmentowe i podsegmentowe, dzielące się następnie na mniejsze tętnice przebiegające wzdłuż oskrzeli i oskrzelików i kończące się w pęcherzykach płucnych. Liczba i przebieg tych odgałęzień są zmienne. Długość tętnicy płucnej lewej przed oddaniem pierwszych gałęzi wynosi około 35 mm u dorosłego człowieka, średnica – około 20 mm.
Na ogół wyróżnia się następujące rozgałęzienia tętnicy płucnej lewej:
- tętnica płatowa górna płuca lewego (arteria lobaris superior pulmonis sinistri)
  - tętnica segmentowa szczytowa płuca lewego (arteria segmentalis apicalis pulmonis sinistri), inaczej gałąź szczytowa (ramus apicalis)
  - tętnica segmentowa przednia płuca lewego (arteria segmentalis anterior pulmonis sinistri)
    - gałąź przednia wstępująca (ramus anterior ascendens)
    - gałąź przednia zstępująca (ramus anterior descendens)

  - tętnica segmentowa tylna płuca lewego (arteria segmentalis posterior pulmonis sinistri), inaczej gałąź tylna (ramus posterior)
  - tętnica języczkowa płuca lewego (arteria lingularis pulmonis sinistri), inaczej gałąź języczkowa, gałąź języczka (ramus lingularis)
    - tętnica języczkowa górna płuca lewego (arteria lingularis superior pulmonis sinistri), inaczej gałąź języczkowa górna, gałąź języczka górna (ramus lingularis superior)
    - tętnica języczkowa dolna płuca lewego (arteria lingularis inferior pulmonis sinistri), inaczej gałąź języczkowa dolna, gałąź języczka dolna (ramus lingularis inferior)
- tętnica płatowa dolna płuca lewego (arteria lobaris inferior pulmonis sinistri)
  - tętnica segmentowa górna płuca lewego (arteria segmentalis superior pulmonis sinistri), inaczej gałąź górna (ramus superior), gałąź szczytowa (ramus apicalis)
  - część podstawna (pars basalis)
    - tętnica segmentowa podstawna przednia płuca lewego (arteria segmentalis basalis anterior pulmonis sinistri), inaczej gałąź podstawna przednia (ramus basalis anterior)
    - tętnica segmentowa podstawna boczna płuca lewego (arteria segmentalis basalis lateralis pulmonis sinistri), inaczej gałąź podstawna boczna (ramus basalis lateralis)
    - tętnica segmentowa podstawna przyśrodkowa płuca lewego (arteria segmentalis basalis medialis pulmonis sinistri), inaczej gałąź podstawna przyśrodkowa (ramus basalis medialis), gałąź sercowa (ramus cardiacus)
    - tętnica segmentowa podstawna tylna płuca lewego (arteria segmentalis basalis posterior pulmonis sinistri), inaczej gałąź podstawna tylna (ramus basalis posterior)